# Quail (Texas)
Quail es un lugar designado por el censo ubicado en el condado de Collingsworth en el estado estadounidense de Texas. En el Censo de 2010 tenía una población de 19 habitantes y una densidad poblacional de 2,3 personas por km².

## Geografía
Quail se encuentra ubicado en las coordenadas 34°54′49″N 100°22′44″O / 34.91361, -100.37889. Según la Oficina del Censo de los Estados Unidos, Quail tiene una superficie total de 8.24 km², de la cual 8.24 km² corresponden a tierra firme y (0.03%) 0 km² es agua.

## Demografía
Según el censo de 2010, había 19 personas residiendo en Quail. La densidad de población era de 2,3 hab./km². De los 19 habitantes, Quail estaba compuesto por un 94.74% de blancos y un 5.26% de amerindios.